# Victor Boin
Victor Boin (Bruselas, 28 de febrero de 1886-Bruselas, 31 de marzo de 1974) fue un deportista belga que compitió en waterpolo y en esgrima.
Participó en tres Juegos Olímpicos de Verano entre los años 1908 y 1920, obteniendo en total tres medallas, plata y bronce en waterpolo y plata en esgrima.

## Palmarés internacional
| Juegos Olímpicos | Juegos Olímpicos      | Juegos Olímpicos  | Juegos Olímpicos |
| Año              | Lugar                 | Medalla           | Competición      |
| ---------------- | --------------------- | ----------------- | ---------------- |
| 1908             | Londres (Reino Unido) | Medalla de plata  | Equipo           |
| 1912             | Estocolmo (Suecia)    | Medalla de bronce | Equipo           |

| Juegos Olímpicos | Juegos Olímpicos  | Juegos Olímpicos | Juegos Olímpicos   |
| Año              | Lugar             | Medalla          | Prueba             |
| ---------------- | ----------------- | ---------------- | ------------------ |
| 1920             | Amberes (Bélgica) | Medalla de plata | Espada por equipos |